# V.M. Live Presents...Avail
V.M. Live Presents...Avail is het derde en laatste livealbum van de punkband Avail. Het album is opgenomen bij Fireside Bowl in Chicago, op 29 juni 1997. Het album werd uitgegeven door Liberation Records in 1999.

## Nummers
1. "Order"
2. "Tuning"
3. "Fix"
4. "Armchair"
5. "FCA"
6. "Virus"
7. "Nickel Bridge"
8. "Simple Song"
9. "Model"
10. "Pinned Up"
11. "Nameless"
12. "Clone"
13. "March"
14. "On the Nod"
15. "Connection"